# Ramon Blanchart
Ramon Blanchart i Ferrer (Barcelona, 9 de juliol de 1860 - San Salvador, 1934) fou un baríton català.
Fill de Ramon Blanxart i Garriga natural de Canet de Mar i Teresa Ferrer i Picarín de Barcelona Va debutar al Gran Teatre del Liceu de Barcelona com a Valentin de Faust. Posteriorment va cantar al coliseu barcelonès tot el seu repertori, inclosos papers wagnerians com l'holandès, Kurwenal, Wolfram i Telramund. Va actuar als teatre italians més prestigiosos amb èxits especialment remarcables en un dels seus papers preferits: Hamlet de l'òpera homònima de Thomas. Debutà al Teatro Real de Madrid el 1883 com a Nevers de Gli Ugonotti, paper que va interpretar fins a 43 vegades en aquest mateix escenari. És el cantant espanyol que més vegades ha cantat al Teatro Real, on va arribar a participar en 327 representacions. Va formar part de la San Carlo Opera Company amb Florencio Constantino, amb el qual també va coincidir en nombrosos enregistraments discogràfics.